# Захарченко, Владимир Тимофеевич
Владимир Тимофеевич Захарченко — советский хозяйственный, государственный и политический деятель.

## Биография
Родился в 1907 году. Член КПСС с 1945 года.
С 1925 года — на хозяйственной, общественной и политической работе. В 1925—1980 гг. — инженер-строитель ирригационных сооружений в Узбекской ССР, инженер-строитель в Читинской области РСФСР, инженер-строитель ирригационных сооружений в Туркменской ССР, заместитель министра водного хозяйства Туркменской ССР, управляющий трестом «Туркменгидрострой», главный инженер управления «Каракумстрой», научный сотрудник НИИ НТИ Госплана Туркменской ССР.
Избирался депутатом Верховного Совета Туркменской ССР 6-го созыва.
За сооружение Каракумского канала имени В. И. Ленина в Туркменской ССР был в составе коллектива удостоен Ленинской премии 1965 года.
Умер после 1990 года.